# Tarik Phillip
Tarik Tobias Phillip (Brooklyn, Nueva York, 10 de agosto de 1993) es un baloncestista con doble nacionalidad, estadounidense y británica que pertenece a la plantilla de los London Lions de la BBL. Con 1,91 metros de estatura, juega en la posición de base o de escolta, indistintamente.

## Trayectoria deportiva

### Universidad
Comenzó su andadura universitaria en el community college de Independence, de donde pasó a los Mountaineers de la Universidad de Virginia Occidental, donde jugó tres temporadas en las que promedió 7,7 puntos, 2,3 rebotes, 2,2 asistencias y 1,5 robos de balón por partido. En su última temporada fue elegido mejor sexto hombre de la Big 12 Conference.

### Profesional
Tras no ser elegido en el Draft de la NBA de 2017, en agosto fichó por el Szolnoki Olaj KK] de la NB I/A húngara, donde jugó 31 partidos y promedió 6,3 puntos y 3,0 rebotes. en febrero de 2018 fichó por el CB Clavijo de la LEB Oro.
En agosto de 2020, firma con el Hapoel Jerusalem B.C. de la Ligat Winner.
El 19 de julio de 2021, firma por el Reyer Venezia Mestre de la Lega Basket Serie A italiana, donde promedia 6,3 puntos y 2,5 asistencias por partido.
El 31 de enero de 2022, firma por San Pablo Burgos de la Liga Endesa, hasta el final de la temporada.
En la temporada 2022-23, firma por los London Lions de la BBL.